# Feuerscheid
Feuerscheid ist eine Ortsgemeinde im Eifelkreis Bitburg-Prüm in Rheinland-Pfalz. Sie gehört der Verbandsgemeinde Prüm an.

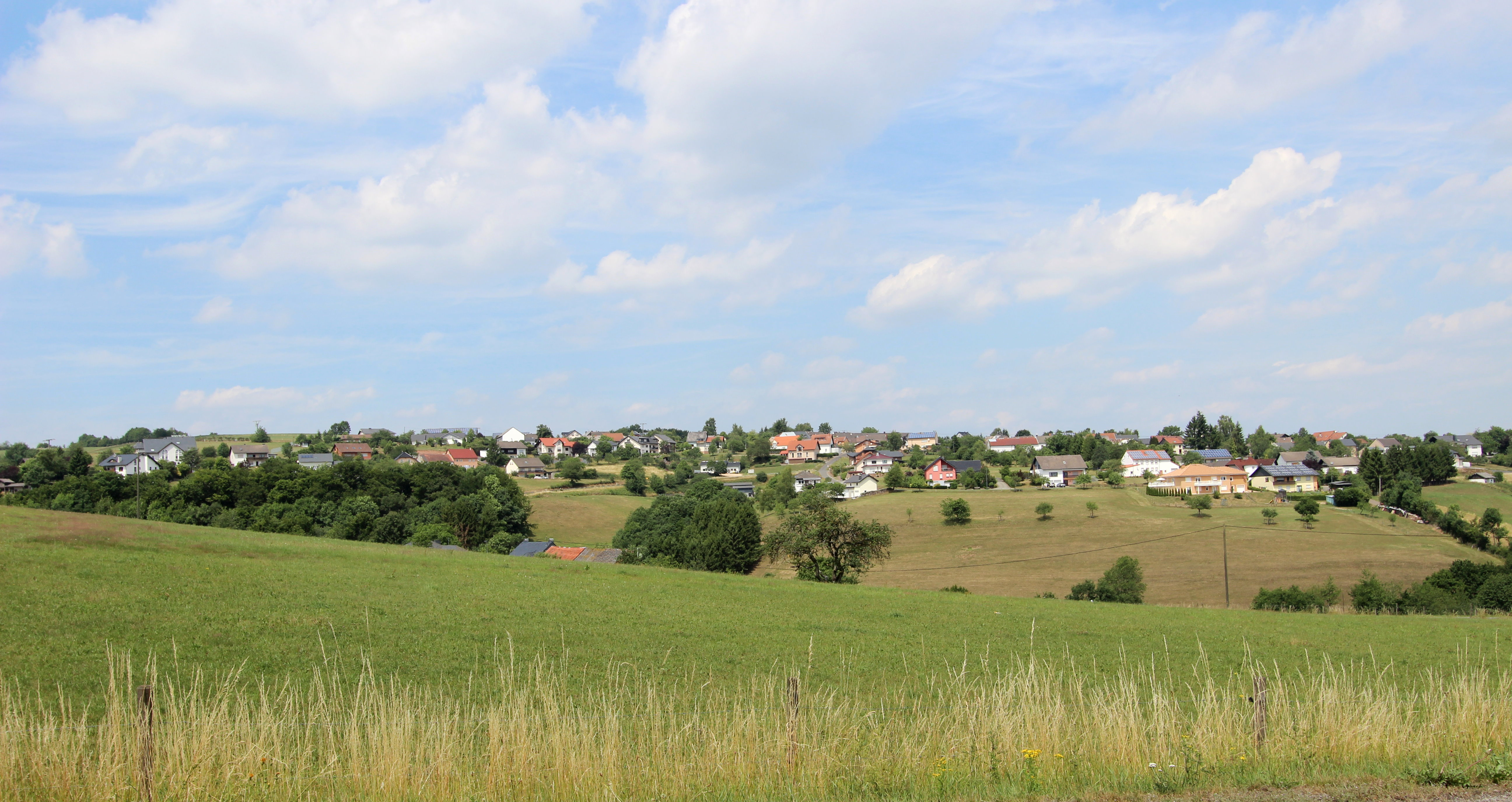
Feuerscheid

## Geographie
Feuerscheid liegt auf der Lascheider Hochfläche in der Westeifel.
Zu Feuerscheid gehören auch die Weiler Denterhof, Gesotz (Teil), Hardt Kapelle, Schwarzbach, Richtenweg, Obere Hardt und Untere Hardt sowie die Wohnplätze Queckborn und Streifenberg.

## Geschichte
Die Namensendung -scheid weist auf eine Ortsentstehung in der späten Rodungsphase im 12./13. Jahrhundert hin. Erstmals urkundlich erwähnt wird Feuerscheid 1363 als Vijrscheid. Der Ort gehörte bis zum Ende des 18. Jahrhunderts zum Hofbann von Seffern im kurtrierischen Amt Prüm. Nach 1794, unter französischer Herrschaft, wurde der Ort der Mairie Burbach im Saardepartement zugeordnet. Nach 1815, unter preußischer Verwaltung gehörte Feuerscheid zum Kreis Prüm und zur Bürgermeisterei Burbach. Der Ort Feuerscheid wurde dreimal vollständig durch Brand zerstört.
Statistik zur Einwohnerentwicklung
Die Entwicklung der Einwohnerzahl von Feuerscheid, die Werte von 1871 bis 1987 beruhen auf Volkszählungen:
| Jahr | Einwohner |
| ---- | --------- |
| 1815 | 146       |
| 1835 | 258       |
| 1871 | 365       |
| 1905 | 351       |
| 1939 | 375       |
| 1950 | 345       |
| 1961 | 331       |

| Jahr | Einwohner |
| ---- | --------- |
| 1970 | 350       |
| 1987 | 326       |
| 1997 | 363       |
| 2005 | 356       |
| 2011 | 332       |
| 2017 | 334       |
| 2023 | 324       |

## Politik

### Bürgermeister
Christian Disch wurde am 9. Juni 2024 zum Ortsbürgermeister von Feuerscheid gewählt.
Die Vorgänger waren:
- Harald Kinnen (2014–2024)
- Ernst Görgen (1994–2014)

### Wappen
| Wappen von Feuerscheid | Blasonierung: „Von Rot und Blau durch einen schräglinken, mit den aufsteigenden roten Flammen belegten, silbernen Balken geteilt. Oben ein goldener Hahn.“ |
| Wappen von Feuerscheid | Wappenbegründung: Eine Teilung des Ortes in ein Ober- und ein Unterdorf ist schon früh nachweisbar. Der eine Teil gehörte zu Bickendorf, das unter der Herrschaft der Abtei Echternach (Luxemburg) stand. Daher die blaue Farbe. Der andere Teil gehörte zu Seffern und damit zum Fürstentum Prüm bzw. zum Kurfürstentum Trier. Daher die rote Farbe. Feuerscheid wurde dreimal (1842, 1875 und 1903) durch Brandkatastrophen fast völlig zerstört. Hinzu kommt, dass historisch gesehen auch die Rodung durch Feuer bei der Namensgebung eine Rolle gespielt haben wird. Diese Umstände werden durch die drei roten Flammen dargestellt. Als Symbol des Feuerscheider Kirchenpatrons, dem Heiligen Valentinus, wurde der goldene Hahn in das Wappen aufgenommen. |

## Wirtschaft und Infrastruktur

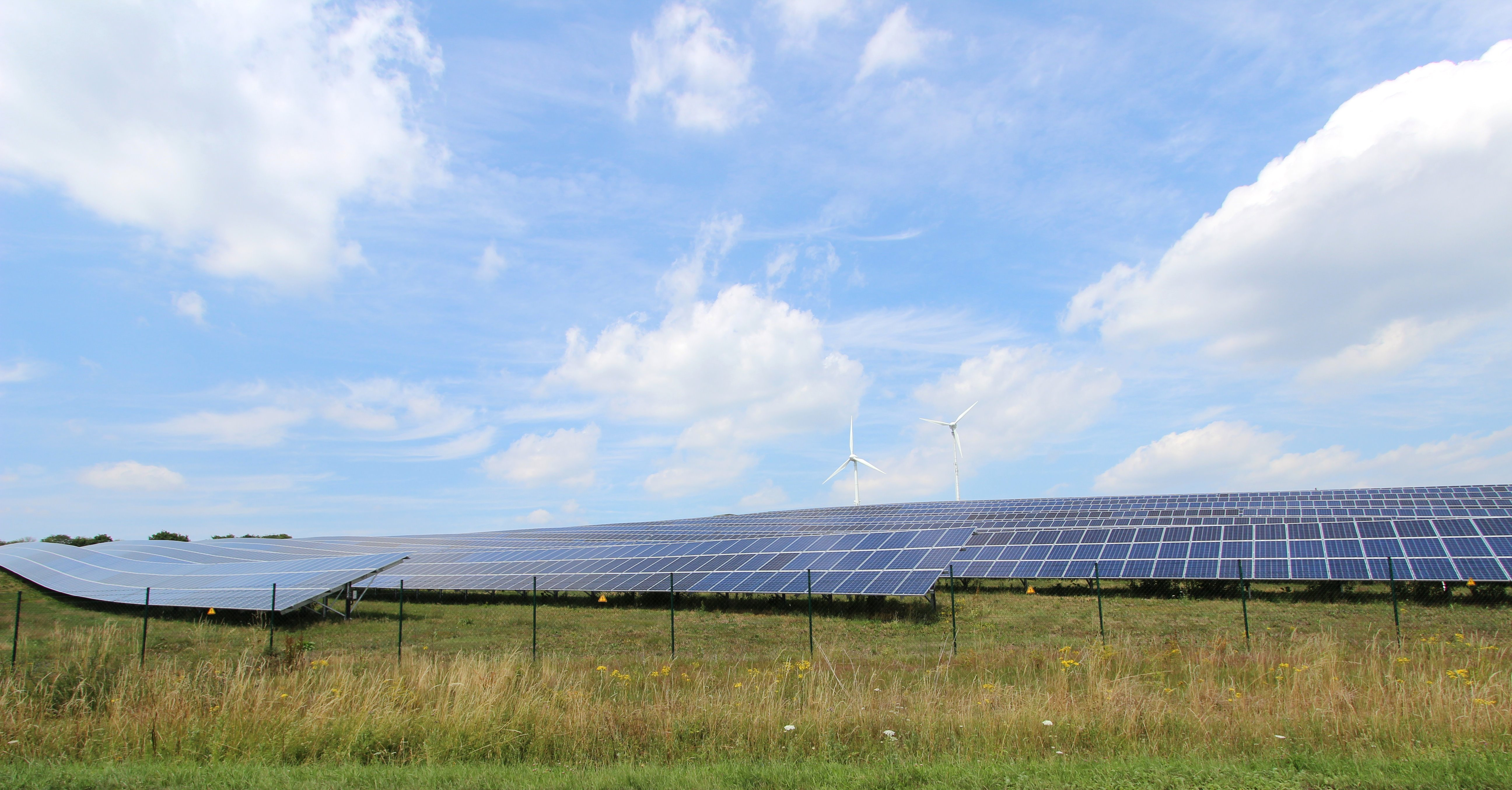
Solarpark Feuerscheid-Plütscheid

In Feuerscheid befindet sich ein Sportplatz. Kinder besuchen den Kindergarten in Lasel, Schüler die Graf-Hartard-Schule in Schönecken oder weiterführende Schulen in Prüm.
Neun Mobilversorger beliefern die Bürger mit Gütern des täglichen Bedarfs wie Backwaren, Fleisch und Arzneien vor Ort. Dies kommt auch den sehr aktiven Senioren entgegen, die sich einmal monatlich einen ganzen Tag treffen oder sich zusammenschließen und praktische Arbeiten in der Gemeinde übernehmen.
Seit 1997 gibt die Ortsgemeinde eine eigene 12 bis 16-seitige Dorfzeitung halbjährlich heraus.
Der gastronomische Bedarf ist durch eine Gaststätte im Ortskern hinreichend gedeckt. Die
Öffnungszeiten sind derzeit jedoch auf Freitag–Sonntag beschränkt.
Die Ortsgemeinde verfügt über fünf ortsansässige Betriebe im Bereich Handwerk und Dienstleistung mit acht Arbeitsplätzen. Es besteht ein interkommunales Gewerbegebiet als gemeinsames Projekt mit der Gemeinde Plütscheid. Dieses wurde mittlerweile von einem Unternehmen erworben und ist somit als ausbaubares Arbeitsplatzpotenzial von wachsender Attraktivität für die Einwohner und perspektivischer Wohn- und Lebensraum zugleich.
Die Einrichtung eines „Interkommunalen Gewerbegebiets Plütscheid/Feuerscheid“ wurde geplant, das auf beiden Seiten der Verbandsgemeinden Arzfeld und Prüm liegt (⊙). 2015 erfolgte der Bau eines zehn Megawatt Solarparks im rheinland-pfälzischen Gewerbegebiet Plütscheid-Feuerscheid. Der Solarpark ist das erste gemeinsame Projekt von WIRSOL und der gemeinnützigen Bürgerservice GmbH Trier.

## Kultur und Sehenswürdigkeiten

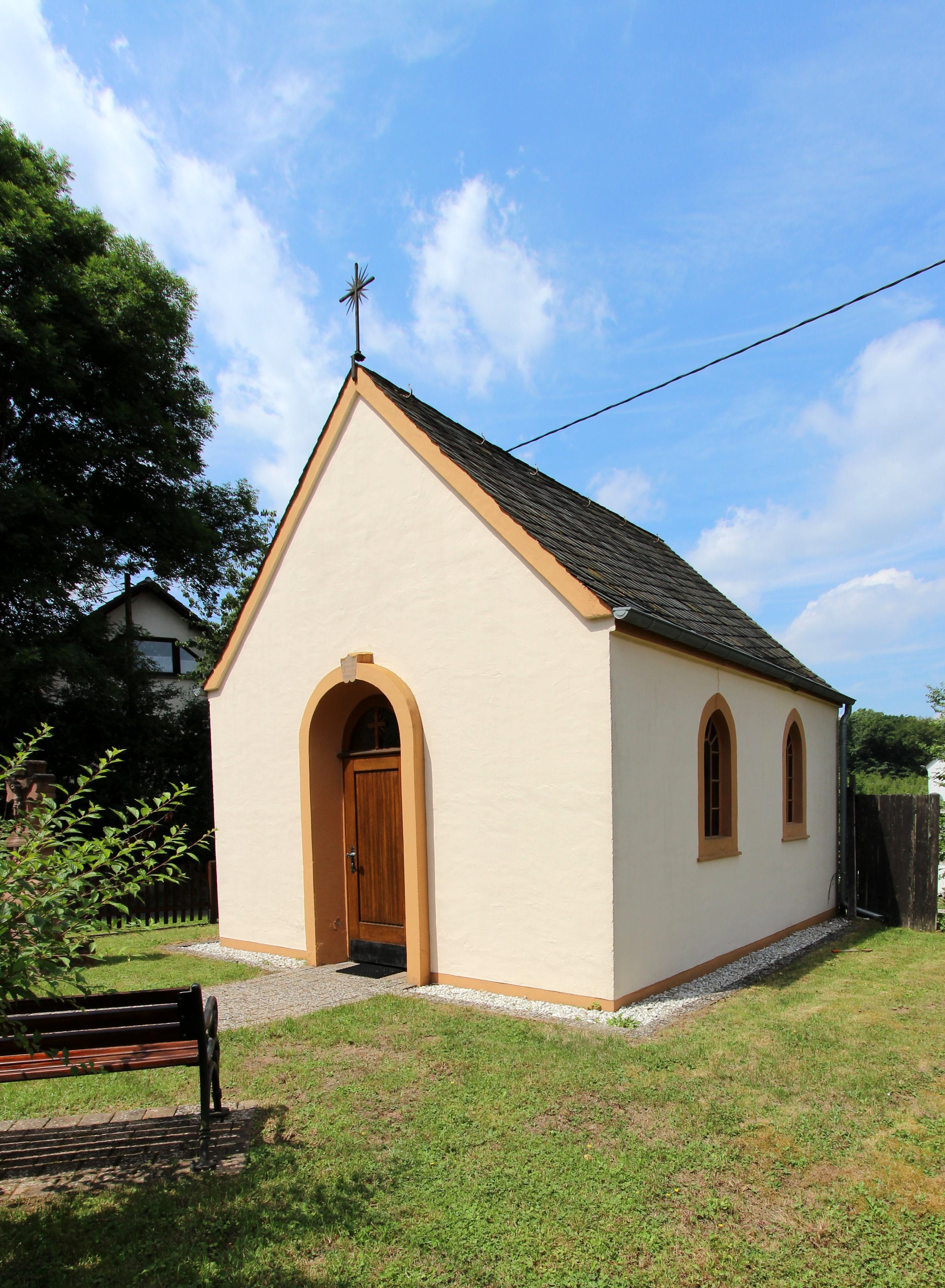
Heiligenhäuschen Hardt

- Heiligenhäuschen Hardt, Kapelle von 1957 mit barockem Wegekreuz
- Kapelle St. Valentin
- Kreuzigungsbildstock aus Sandstein von 1738 (⊙)
- Jährliches Kirmes- bzw. Kirchweihfest wird am Wochenende nach dem 18. August gefeiert.
- Burgenbrennen am ersten Sonntag der Fastenzeit (sogenannter Scheef-Sonntag)[10]
- Wanderrouten und Radwege (Nims-Radweg) in und um Feuerscheid[11]

Siehe auch: Liste der Kulturdenkmäler in Feuerscheid